# Maurice Desvignes
Pour les articles homonymes, voir Desvignes et Delavigne.
Marie François Jean Baptiste Delavigne dit Maurice Desvignes, né à Metz le 10 octobre 1816 et mort le 10 août 1898 à Clermont-en-Argonne (Meuse), est un journaliste et auteur dramatique français.

## Biographie
Fils d'un chirurgien, il fonda à Paris une institution qui porta son nom. Ses pièces ont été représentées au Théâtre de la Porte-Saint-Martin, au Théâtre de la Gaité et au Théâtre de l'Odéon. Il obtient le succès avec L'Honneur de la maison puis avec Loin du pays

## Œuvres
- Manuel de l'histoire du Moyen Âge, 1837
- L'Honneur de la maison, drame en 5 actes, avec Léon Battu, 1853
- Le Médecin de l'âme, drame en cinq actes, avec Léon Guillard, 1856
- Loin du pays, drame en cinq actes, 1861